# Запрещённая реальность (альбом, 2014)
«Запрещённая реальность» — четырнадцатый студийный альбом российской поп-группы «140 ударов в минуту», выпущенный 10 октября 2014 года на лейбле «Creative Media».

## Об альбоме
В период 1999—2012 годов группа «140 ударов в минуту» выпустила 13 альбомов. Альбом «Запрещённая реальность» является четырнадцатым по счёту. В него вошли двадцать песен (двенадцать песен, шесть ремиксов и две караоке-версии ремиксов). Первый же сингл с этого альбома, песня «А я иду по осени» стал большим хитом в России, звучал на всех радиостанциях страны. На него был снят видеоклип, премьера которого состоялась на канале «ELLO» на YouTube. Шестнадцатый сингл, песня «У меня есть ты» исполнена совместно с бывшей участницей группы «Пропаганда» Викторией Ворониной. Семнадцатый сингл, песня «Офицеры» посвящена участникам Великой Отечественной войны. Над созданием этого альбома работал Сергей Фисун (DJ Fisun), работавший с Ромой Жуковым, и другие ди-джеи.

## Рецензии
Алексей Мажаев, InterMedia: «Лучшее в альбомах поп-групп 90-х, отчего-то доживших до наших дней — это обложки, особенно если для них фотографируются сами музыканты. Видишь на обложке какого-нибудь плотного дяденьку, которого хочется определить или в чиновничий кабинет, или на фестиваль русского шансона, и ни за что не догадаешься, что он до сих пор играет задорную песню «У меня есть ты» в стиле немудрёной кооперативной попсы конца 80-х. Вокалист у группы «140 ударов в минуту», правда, молодой, но на всех афишах и обложках они фигурируют вдвоём: певец Андрей Иванов и его наставник, композитор и продюсер группы Сергей Конев. Впрочем, о том, что у «140 ударов в минуту» свои отношения со временем, известно давно, и не только по названию проекта. Команда была основана в 1999 году и заиграла музыку, которая к тому времени уже лет десять как ушла из топов. Энергичные синтезаторные ритмы группы словно задались целью вернуть в музыку 80-е — а заодно и заменить временно отсутствовавших на сцене «Ласковый май», «Маленький принц» и прочего Рому Жукова. Отчасти это удалось, но до массового успеха дело всё же не дошло — всё-таки вкусы аудитории к этому времени слегка поменялись. Хотя количества ностальгирующих поклонников у подобной музыки хватает, чтобы группа регулярно выступало (не в «Олимпийском», но всё же) и выпускала пластинки. По прошествии лет всё меньше людей будут помнить, что «140 ударов в минуту» на самом деле не были современниками «Ласкового мая», и поверят в то, что хит «У меня есть ты» был написан почти одновременно с «Белыми розами» и, например, «Крошкой моей» Сергея Жукова. Так человеческая память устроена. Что до нового альбома, обильно насыщенного переработками старых хитов, то «Запрещённая реальность» создаёт ещё одну воображаемую реальность: «140 ударов в минуту» представляют реконструкцию того, как эта музыка могла бы звучать в конце 80-х, если бы тогда были современные инструменты и аппаратура. В версию коллектива, однако, не входит предположение, что в этом случае песни могли бы стать более интеллектуальными. Нет, по данным «140 ударов», техническое оснащение позволило бы лишь усилить основные признаки той музыки - ещё более безумный бит, увеличенная громкость синтезаторов, трэшовые тексты без оглядки на цензуру и худсоветы. «Откуда ты взялась, зачем ты повелась», «у меня есть ты, я зову тебя, котёнок мой, у меня есть ты, и не нужен мне никто другой, у меня есть ты, я так не хочу тебя терять, у меня есть ты, и никто не сможет тебя отнять», «как ты мне нужна, ты знаешь, знаю я» — на подобные фразы богата «Запрещённая реальность», и этим словам сопутствуют самые подходящие мелодии и аранжировки, беспощадно возвращающие нас в дикие 90-е. Впрочем, «140 ударов в минуту» демонстрируют свою готовность выполнять и другие социальные заказы, не только на ностальгию. Так, «Спортивная волна», исполненная совместно с Оксаной «Акулой» Почепой, прославляет одну известную спортивную команду, а среди дискотечного угара вдруг появляется песня «Офицеры», где Андрей Иванов со слезой в голосе провозглашает: «Сделали всё господа офицеры, чтоб вновь возродилась наша страна, что стала сильна нашей родины вера и снова сияют на груди ордена». С таким треком можно рассчитывать гонорары из бюджета по статьям типа «укрепление патриотизма»... Если только не показывать распределяющим эти бюджеты песни «Капли секса» и прочую бездуховную танцевальщину».

## Список композиций
| №   | Название                                            | Длительность |
| --- | --------------------------------------------------- | ------------ |
| 1.  | «А я иду по осени»                                  |              |
| 2.  | «Ну скажи...»                                       |              |
| 3.  | «У меня есть ты (UltraNova Remix 2014)»             |              |
| 4.  | «А я скучаю очень (UltraNova Remix)»                |              |
| 5.  | «Хочу сказать тебе (feat. Гульназ)»                 |              |
| 6.  | «Надышаться тобой (Bondaryk Mix)»                   |              |
| 7.  | «На расстоянии дыхания (DJ Artush Exclusive Remix)» |              |
| 8.  | «Капли SEX'а (feat. Dejavue)»                       |              |
| 9.  | «Мотив дождя (feat. Джинсовые мальчики)»            |              |
| 10. | «Выше тополей (feat. Джинсовые мальчики)»           |              |
| 11. | «Спортивная волна (feat. Оксана Почепа)»            |              |
| 12. | «Ты не придёшь»                                     |              |
| 13. | «Я и ты (feat. Dejavue)»                            |              |
| 14. | «Мариама»                                           |              |
| 15. | «Хочу сказать тебе (Sunofmusic DJ)»                 |              |
| 16. | «У меня есть ты (feat. Виктория Воронина)»          |              |
| 17. | «Офицеры»                                           |              |
| 18. | «На расстоянии дыхания (DJ Fisun Remix)»            |              |
| 19. | «У меня есть ты (UltraNova Remix 2014) (Караоке)»   |              |
| 20. | «А я скучаю очень (UltraNova Remix) (Караоке)»      |              |

## Видеоклипы
- А я иду по осени (режиссёр Игорь Сорокин) на YouTube.

## Участники записи
- Сергей Конев — музыка, слова, аранжировка, бэк-вокал (1-4, 6-7, 11-12, 16-19)
- Андрей Иванов — вокал, слова (5, 14)
- Андрей Балашов — слова, аранжировка (5, 9-10, 14)
- С. Грушевский — слова (9-10)
- Оксана Почепа — слова (11)
- В. Хабаров — слова, аранжировка (8, 13)
- Виктория Воронина — слова (16)
- Сергей Фисун — аранжировка (18)
- Екатерина Конева — дизайн